# Haemonides cronis
A Haemonides cronis é uma mariposa da família Castniidae. É encontrada no México, Trinidad, Suriname, Guiana Francesa, Brasil e Peru. Os adultos foram registrados alimentando-se de flores da espécie Warszewiczia coccinea e as larvas foram registradas alimentando-se de Bombacopsis quinata.

## Subespécies
- Haemonides cronis cronis (Suriname, Guiana Francesa, México, Trinidad)
- Haemonides cronis emiliae (Fassl, 1921) (Brasil)
- Haemonides cronis odila (Houlbert, 1917) (Peru)